# Arcana (Band)
Arcana ist ein 1994 gegründetes, schwedisches Musikprojekt aus dem Bereich der Neoklassik.

## Geschichte
Erdacht und musikalisch gelenkt wird Arcana von dem Musiker Peter Bjärgö. Dieser hatte zuvor in verschiedenen Musikprojekten mitgewirkt, vor allem aus den Bereichen Metal und Punk. Die Idee zur Gründung von Arcana beschreibt Bjärgö folgendermaßen:

“In 1993 I accepted the fact that an ordinary band line-up was too narrow for me and I decided to start a project, later named Arcana. It was based on the ideas that had been haunting me for a very long time, the ideas of creating medieval inspired music, or perhaps I should say based on the romantic image we all have about the middle ages, and doing that through a very personal point of view…”

„1993 akzeptierte ich die Tatsache, dass ein normales Band ‚Line-up‘ für mich zu begrenzt war, und ich entschied mich dazu, ein eigenes Projekt zu starten, was später Arcana hieß. Dieses basierte auf Ideen, mittelalterlich inspirierte Musik zu kreieren, welche mich schon eine lange Zeit verfolgten. Oder vielleicht sollte ich besser sagen, basierend auf dem romantischen Bild, das wir alle über das Mittelalter haben und dies alles aus einem sehr persönlichen Blickwinkel gesehen …“

Um seine musikalischen Vorstellungen umsetzen zu können, benötigte Bjärgö eine weibliche Gesangsstimme, welche er mit Ida Bengtsson fand. Gemeinsam zeichneten sie eine Demo auf und schickten diese an Roger Karmanik, Gründer des Labels Cold Meat Industry. Karmanik gab dem Duo zunächst die Möglichkeit, sich mit einem Lied an einer Kompilation zu beteiligen. Das Lied The Song of Mourning kam gut an: Bjärgö und Bengtsson erhielten einen Vertrag über zwei Alben bei Cold Meat Industry. 1996 wurde das erste Album Dark Age of Reason veröffentlicht. Ein Jahr später Cantar de Procella.
Der Erfolg der Alben führte zu einer Verlängerung des Vertrags mit Cold Meat Industry. Trotzdem dauerte es drei Jahre, bis mit … The Last Embrace 2000 das dritte Album entstand. An dieser CD war auch Marcus Ohlsson als Cellist beteiligt und Johan Hallgren verantwortlich für die Chöre. 2001 verließ Ida Bengtsson Arcana und wollte eigene Wege gehen. Sie wurde durch die Sängerin Ann-Mari Thim ersetzt. Auch wurde mit Stefan Eriksson ein Keyboarder in die Band geholt. Inner Pale Sun war 2002 das Ergebnis. Dieses war das letzte Album, das unter dem Label Cold Meat Industry erschien.
2003 war ereignisreich für Peter Bjärgö. Er heiratete Ia Bjärgö und gründete mit Erebus odora sein eigenes Label. Ia Bjärgö wirkt seitdem im Chor von Arcana mit. Unter dem Label Erebus odora erschien 2004 mit Le serpent rouge ein eher orientalisch klingendes Album und zum zehnjährigen Jubiläum The New Light: eine Zusammenstellung bisher unveröffentlichter Stücke und alternativer Lied-Versionen von Arcana, die zwischen 1994 und 2003 entstanden sind.
Ab 2006 ist Arcana wieder unter einem Fremd-Label unter Vertrag, dem deutschen Label Kalinkaland Records. Mangelnde Zeit und finanzielle Gründe waren die Ursache. Unter diesem Label erschien 2008 das Album Raspail. Der Name stellt eine Referenz zu dem Album Within the Realm of a Dying Sun von Dead Can Dance her. Dessen Cover zeigt ein Foto des Grabes des französischen Wissenschaftlers und Politikers François-Vincent Raspail. Inhaltliche Auswirkungen hat diese Referenz laut P. Bjärgö allerdings nicht. 2009 verließ Stefan Eriksson Arcana, mit Mattias Borgh wurde die Gruppe durch einen Schlagzeuger wieder verstärkt.
Über den Bandnamen Arcana sagt P. Bjärgö:

“I actually thought that is was a girls name, but then I found out that it was from old english, and it is the word ‘secret’.”

„Ich dachte ursprünglich, das wäre ein Mädchenname. Aber dann fand ich heraus, dass das Wort aus dem traditionellen Englisch stammte und das Wort für ‚Geheimnis‘ war.“

## Diskografie

### Alben
- 1996: Dark Age of Reason
- 1997: Cantar de procella
- 2000: …The Last Embrace
- 2002: Inner Pale Sun
- 2004: Le Serpent Rouge
- 2008: Raspail
- 2012: As Bright as a Thousand Suns
- 2017: Petrichor

### Singles und EPs
- 1997: Lizabeth
- 2000: Isabel
- 2002: Body of Sin
- 2011: Un Passage Silcenieux
- 2012: Emerald

### Kompilationen
- 2004: The New Light
- 2010: The First Era 1996-2002
- 2014: The Extra Songs Arcana (Arcana Self-Released)
- 2017: Petrichor